# Autostrada międzystanowa nr 27
Autostrada Międzystanowa nr 27 (ang. Interstate 27) – autostrada o statusie międzystanowym przebiegająca przez Lubbock, Plainview Tulię, Canyon, Amarillo w Teksasie.